# Оксочи (станция)
Оксо́чи —  бывшая железнодорожная станция Николаевской железной дороги, на главном ходу Октябрьской железной дороги, на участке Мстинский Мост — Торбино. Находилась возле современной деревни Оксочи Веребьинского сельского поселения Маловишерского района Новгородской области России.
Открыта в 1886 г.
В конце 1990-х годов было принято решение о спрямлении участка железной дороги, что позволило бы сократить путь на 5 км и избежать снижения скорости поездов. Строительство нового моста началось 15 февраля 2001 года, генподрядчиком выступила «Балтийская строительная компания», причём работы велись круглосуточно. Новый мост общей длиной 536 м (длина пролёта 55 м) и высотой 53 м был открыт для движения 26 октября того же года. 
Закрыта в 2001 г.
Бывший обходной участок железной дороги длиной 17 км и находившиеся на нём станции Оксочи и Веребье были демонтированы к 2008 году, но на трассе бывшего полотна частично сохранились бывшие опоры контактной сети и протянутые на них кабельные линии.
Соседние станции со станцией Оксочи: 041212	остановочный пункт 211 км	и 041231 остановочный пункт	203 км	
Географические координаты станции: 58.65464° с.ш. 32.793985° в.д.